# ショーン・エリス
ショーン・エリス（Sean Ellis、1970年 - ）は、イングランド・ブライトン生まれの写真家、映画監督。
11歳から写真を撮り始め、スチールカメラマンとしてキャリアを積む。1990年代後半には若手ファッションフォトグラファーの一人として一躍有名な存在になる。
『ヴォーグ』誌や『ハーパース・バザー』誌のなどの雑誌で活躍。『ハーパース・バザー』では、映画監督デヴィッド・リンチとコラボレートしたファッション写真を発表している。
ファッション写真の暗い面を「映画的」と表現して強調するスタイルを生み出し、その後ミュージックビデオや映画に進出する。2001年に短編『LEFT TURN』で映画監督・脚本デビューを果たす。第78回アカデミー賞短編実写賞にノミネートされた『CASHBACK』（2004年）は、映画第2作である。
またジャン＝ポール・ゴルチエ、ランドローバー、リンメルなどのCMも手がけている。2003年には写真集『365-A Year in Fashion』を発売した。
これまでに撮影した著名人に、エルトン・ジョン、北野武、カイリー・ミノーグ、エリック・バナ、エール、ケミカル・ブラザーズ、ステラ・マッカートニーなどがいる。

## 写真集
- 『365-A Year in Fashion』2003年

## フィルモグラフィ
- Left Turn (2001) 短編、監督・脚本
- Cashback (2004) 短編、監督・脚本
- フローズン・タイム Cashback (2006) 2004年の短編の長編化、監督・脚本・製作
- ブロークン The Broken (2008) 監督・脚本・製作
- メトロマニラ 世界で最も危険な街 Metro Manila (2013) 監督・脚本・原案・製作・製作総指揮・撮影
- ハイドリヒを撃て!「ナチの野獣」暗殺作戦 Anthropoid (2016) 監督・脚本・製作・撮影